# 550

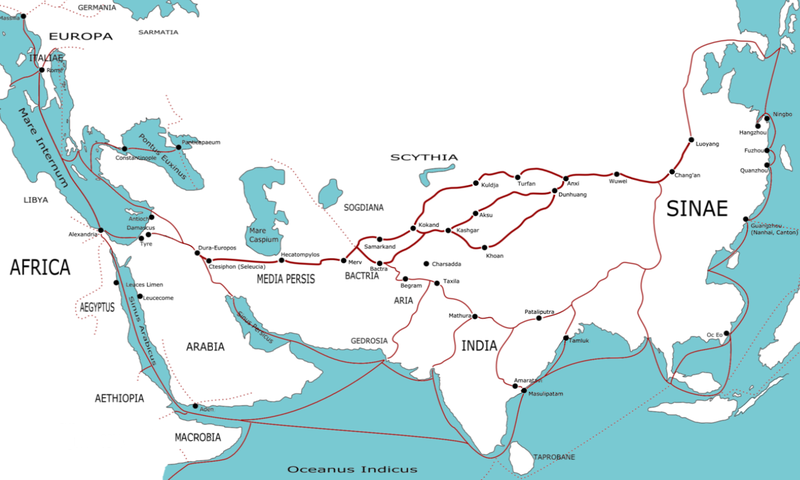
De zijderoute in de 6e eeuw

Het jaar 550 is het 50e jaar in de 6e eeuw volgens de christelijke jaartelling.

## Gebeurtenissen

### Byzantijnse Rijk
- Keizer Justinianus I stuurt vanuit Constantinopel twee nestoriaanse monniken naar Centraal-Azië om de bevolking in het Oosten te bekeren tot het christendom. (waarschijnlijke datum)
- Justinianus I benoemt zijn neef Germanus tot opperbevelhebber van het expeditieleger in Italië. Hij vestigt zijn hoofdkwartier in Serdica (huidige Sofia), maar komt onverwachts te overlijden.
- De Chorakerk in Constantinopel wordt gebouwd. (waarschijnlijke datum)
- Een Slavische invasie vindt plaats in de Balkan.

### Europa
- Gotische Oorlog: Koning Totila verovert Sicilië, Corsica en Sardinië. Hij stuurt de Gotische vloot naar de Egeïsche Zee en voert een rooftocht langs de kust van Griekenland.
- Carriaric (r. 550-559) wordt koning van de Sueben in Gallaecia (huidige Noord-Spanje). Tijdens zijn regeerperiode bekeert hij zich tot het christendom. (waarschijnlijke datum)
- De burgers van Cordoba komen in opstand tegen de Visigotische heerser Agila I.

### Perzië
- Het Perzische Rijk onder het bewind van koning Khusro I beheerst de zijderoute in Centraal-Azië. De karavaanroutes worden gebruikt voor de handel naar het Westen.

### Azië
- De Oostelijke Wei-dynastie houdt op te bestaan; Gao Yang pleegt een staatsgreep en sticht als keizer Wen Xuan Di de Noordelijke Qi-dynastie in China.
- Het Gupta Rijk raakt in verval. In India ontstaan opnieuw regionale koninkrijken. (waarschijnlijke datum)

## Religie
- Germanus wordt benoemd tot aartsbisschop van Parijs.

## Geboren
- Aboe Talib ibn Abdul Muttalib, oom van Mohammed (waarschijnlijke datum)
- Ethelbert, koning van Kent (waarschijnlijke datum)
- Finbarr, Iers bisschop (waarschijnlijke datum)
- Gallus, Iers monnik en missionaris (waarschijnlijke datum)
- Johannes de Aalmoezenier, patriarch van Alexandrië

## Overleden
- Aryabhata (74), Indiaas astronoom en wiskundige
- Damascius, scholarch en neoplatonist (waarschijnlijke datum)
- Germanus, Byzantijns generaal
- Mabenna (76), Welshe prinses en heilige